# CrossDeLuxe

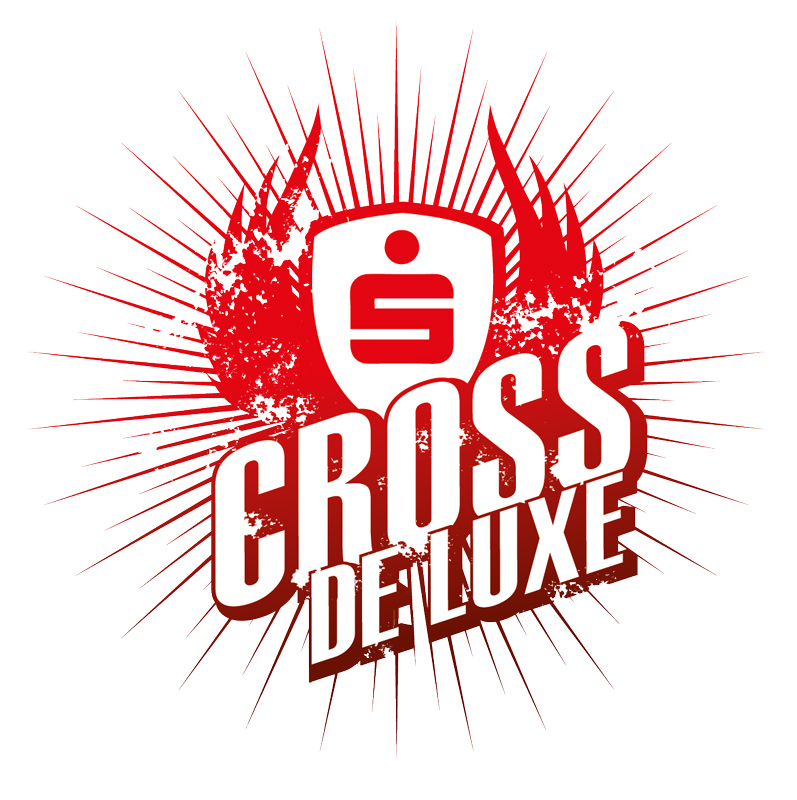
Logo des Sparkassen-CrossDeLuxe

 Der CrossDeLuxe ist ein seit 2010 jährlicher Hindernislauf an den Ufern des Markkleeberger Sees im Leipziger Neuseenland. Teilnehmer treten auf einer 8 bzw. 16 Kilometer langen Distanz gegeneinander an und müssen dabei sowohl natürliche als auch künstliche Hindernisse bezwingen. Die Veranstaltung Sparkassen-CrossDeLuxe findet jährlich im September statt.

## Geschichte
Der Hindernislauf ist Teil der Sparkassen Challenge. Organisator des CrossDeLuxe ist der Sportfreunde Neuseenland e.V. Die Sparkasse Leipzig fördert die Veranstaltung als Hauptsponsor. Der erste CrossDeLuxe fand am 26. September 2010 mit etwa 400 Teilnehmern statt. Zur Laufveranstaltung 2012 wurde die Teilnehmerbegrenzung von 1000 erreicht. Ab dem Jahr 2016 wurde das Teilnehmerlimit des CrossDeLuxe auf 3.000 angehoben. Seitdem ist der Sparkassen-CrossDeLuxe immer komplett ausverkauft.

## Strecke
Die etwa 8 Kilometer lange, abgesteckte Laufstrecke verläuft zum Großteil über unbefestigtes Gelände. Start- und Zielpunkt ist an der Wendeschleife zum Kanupark am Ufer des Markkleeberger Sees. Teilnehmer des 16 Kilometer-Laufs absolvieren dieselbe Strecke doppelt. Die rund 25 Hindernisse, die während des Laufes überwunden werden müssen, sind zum Teil natürlich, zum Teil künstlich angelegt. Wiederkehrende Hindernisse des CrossDeLuxe sind unter anderem:
- Vollwaschgang: Direkt nach dem Start, geht es für einen kurzen Abschnitt in den Markkleeberger See.Hindernis #1 „Vollwaschgang“ (Frank Türpe)

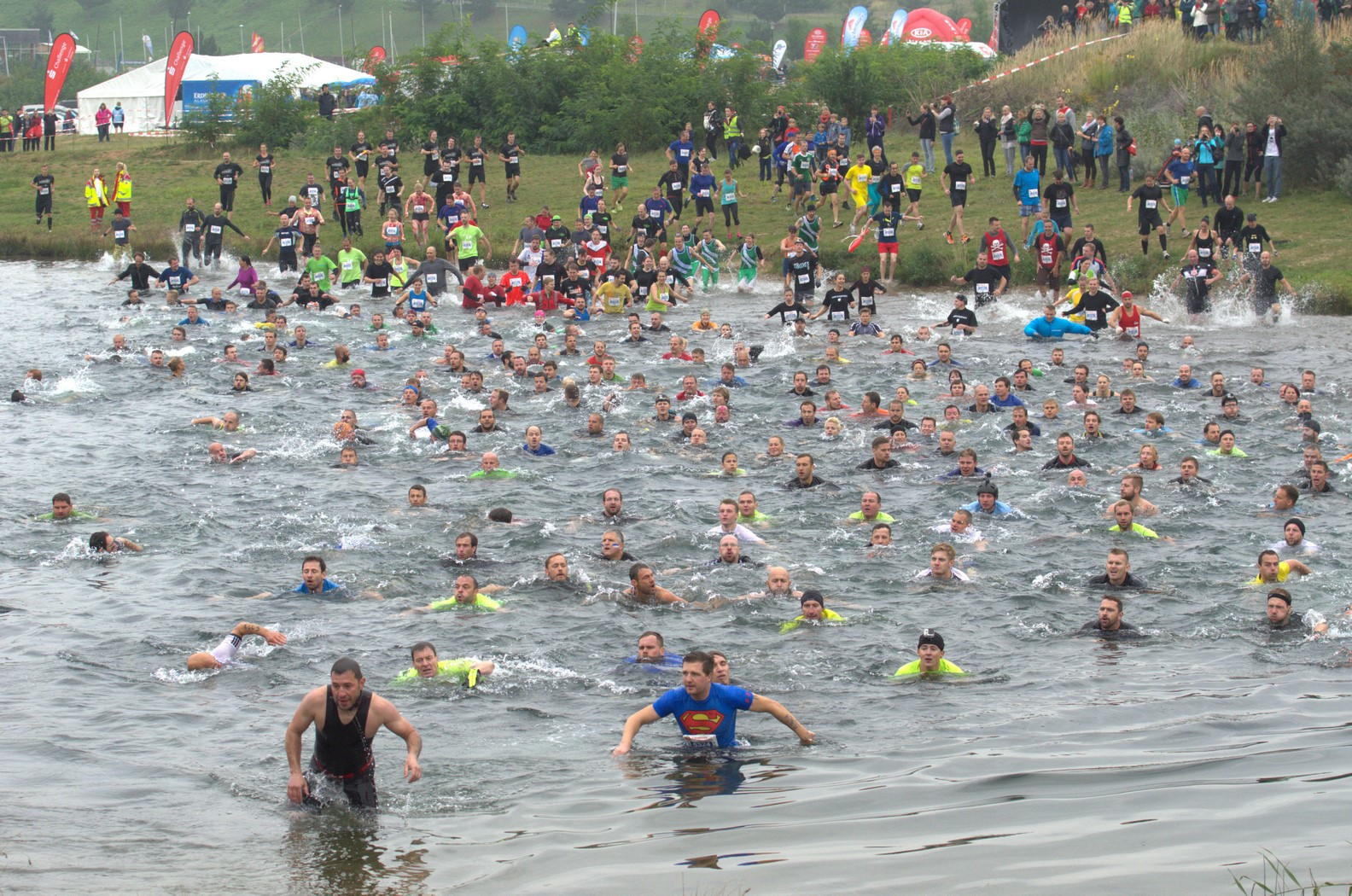
Hindernis #1 „Vollwaschgang“ (Frank Türpe)

- Schlammschlacht: Ein Streckenabschnitt mit schlammigen Gelände, das vor dem Lauf noch einmal unter Wasser gesetzt wird.
- Höllenrausch: Teilnehmer müssen eine rund 20 m lange, improvisierte Wasserrutschbahn mit Wassergraben überwinden.
- MP Shaker: Bei diesem Hindernis müssen die Teilnehmer über das Wasser laufen oder springen. Um dies zu meistern, ist Schnelligkeit entscheidend.
- Höllenstiege: Das Hindernis besteht aus 40 Höhenmetern mit 100 Treppenstufen.

Jährlich wird die Strecke des CrossDeLuxe um neue Hindernisse erweitert.

## Strongest Firefighter
Die Veranstaltung Strongest Firefighter war 2012 bis 2014 eine Nebenveranstaltung des CrossDeLuxe. Diese Variante des CrossDeLuxe war speziell für Mitglieder von Feuerwehr, Rettungsdienst und militärischer Organisation konzipiert.